# Ben Cayetano
Benjamin Jerome Cayetano, detto Ben (Honolulu, 14 novembre 1939), è un politico statunitense, governatore delle Hawaii dal 1994 al 2002.